# Fernando Vérgez Alzaga
Fernando Vérgez Alzaga L.C. (Salamanca, 1 de març de 1945) és un prelat espanyol de l'Església Catòlica que des de l'1 d'octubre de 2021 és president de la Comissió Pontifícia per l'Estat de la Ciutat del Vaticà i president de la Governació de l'Estat de la Ciutat del Vaticà. Va ser secretari general de la Governació de la Ciutat del Vaticà Estat del 2013 al 2021 i abans d'aquest director de la Direcció Estatal de Telecomunicacions de la Ciutat del Vaticà.
Treballa a la Cúria Pontifícia des de 1972. Va ser nomenat bisbe l'any 2013 i li va rebre el títol personal d'arquebisbe l'any 2021.
El papa Francesc el va nomenar cardenal el 27 d'agost de 2022. És el primer membre de la Legió de Crist a convertir-se en cardenal.

## Biografia
Vérgez va néixer a Salamanca l'1 de març de 1945. El 25 de desembre de 1965 va fer una professió de fe a la congregació clerical de la Legió de Crist, i el 26 de novembre de 1969 va ser ordenat sacerdot pel cardenal Ildebrando Antoniutti. Vérgez va estudiar a la Pontifícia Universitat Gregoriana de Roma, es va llicenciar en filosofia i teologia, i després es va diplomar com a arxiver de l'Arxiu Secret del Vaticà.
L'any 1972 va entrar al servei de la Cúria Pontifícia com a ajudant de la Congregació per als Instituts de Vida Consagrada i les Societats de Vida Apostòlica. L'abril de 1984 va passar al Consell Pontifici per als Laics. Va ser nomenat cap de la secció ordinària de l'Administració del Patrimoni de la Seu Apostòlica i el juny de 2004 va passar a ser cap de l'Oficina d'Internet de la Santa Seu. L'1 de febrer de 2008, el papa Benet XVI va nomenar Vérgez com a director de telecomunicacions de la Ciutat del Vaticà, amb el Poste Vaticane. El 30 d'agost de 2013, el papa Francesc el va promoure a secretari general de la Governació de l'estat de la Ciutat del Vaticà, succeint al bisbe Giuseppe Sciacca.
El 15 d'octubre de 2013 el papa Francesc va nomenar Vérgez bisbe titular de Villamagna in Proconsulari, i el 15 de novembre, a la basílica de Sant Pere, va ser consagrat com a bisbe pel papa, assistit pel cardenal Giuseppe Bertello i el bisbe Brian Farrell.
El 5 d'octubre de 2020, el papa Francesc el va nomenar membre de la comissió de cinc membres per a assumptes reservats, una junta de supervisió financera encarregada de controlar els contractes que queden fora dels procediments normals i que per motius de seguretat no es fan públics.
El 8 de setembre de 2021, el papa Francesc el va nomenar per succeir al cardenal Giuseppe Bertello com a president de la Comissió Pontifícia per a l'Estat de la Ciutat del Vaticà i president de la Governació de l'Estat de la Ciutat del Vaticà, a partir de l'1 d'octubre de 2021. També va rebre el títol personal d'arquebisbe.
El 27 d'agost de 2022, el papa Francesc el va crear cardenal diaca, assignant-li la diaconia de  Santa Maria della Mercede i Sant'Adriano a Villa Albani.